# Pekon Balak (Batu Brak)
Pekon Balak is een bestuurslaag in het regentschap Lampung Barat van de provincie Lampung, Indonesië. Pekon Balak telt 1132 inwoners (volkstelling 2010).